# Peter Stearns
Peter Nathaniel Stearns (n. 3 martie 1936, Londra, Anglia, Regatul Unit) este un istoric american, profesor la Universitatea George Mason⁠(en)[traduceți] din Virginia.

## Activitate științifică
După ce a absolvit studiile de la Universitatea Harvard, inclusiv doctoratul, Peter N. Stearns a activat la Carnegie Mellon University⁠(en)[traduceți], din Pittsburgh, Pennsylvania. Acolo a devenit șef al departamentului de istorie și, ulterior, decan al Colegiului de Științe Umaniste și Științe Sociale „Dietrich”  (care aparține de Carnegie Mellon University).
Peter Stearns a dezvoltat o nouă abordare în cercetarea și predarea istoriei universale. În acest scop a fondat și o nouă revistă de specialitate: Journal of Social History („Revista de Istorie Socială”).
În prezent activează la Universitatea George Mason din Virginia, fiind rectorul acestei universități de cercetare, de la 1 ianuarie 2000 până în iulie 2014.
Pe lângă cariera sa universitară, el este activ și în asociații științifice precum American Historical Society, Society for French Historical Studies, Social Science History Association și International Society for Research on Emotion. S-a numărat printre fondatorii Advanced Placement World History⁠(en)[traduceți] și a fost vicepreședinte al American Historical Association⁠(en)[traduceți].
În prolifica sa carieră de autor și editor, el a scris sau a coordonat editarea a peste 135 de cărți de specialitate din domeniul istoriei universale.

## Lucrări publicate
Printre cărțile sale se numără:
- 1848: The Revolutionary Tide in Europe, Norton, 1974
- American Behavioral History
- American Cool: Constructing a Twentieth-century Emotional Style. NYU Press. 1994. ISBN 978-0-8147-7996-5.
- Anxious Parents: A History of Modern Childrearing in America. NYU Press. 1 noiembrie 2004. ISBN 978-0-8147-9849-2.
- Carol Zisowitz Stearns; Peter N. Stearns (15 iunie 1989). Anger: The Struggle for Emotional Control in America's History. University of Chicago Press. ISBN 978-0-226-77152-6. Mai multe valori specificate pentru |autor= și |nume= (ajutor); Mai multe valori specificate pentru |autor2= și |nume2= (ajutor)
- Battleground of Desire
- Childhood in World History. Routledge. 2 mai 2006. pp. 2–. ISBN 978-1-134-26260-1.
- Consumerism in World History: The Global Transformation of Desire. Routledge. 18 aprilie 2006. pp. 2–. ISBN 978-1-134-15677-1.
- Cultural Change in Modern World History
- Cultures in Motion
- Debating the Industrial Revolution (2015)
- Documents in World History
- Emotion and Social Change
- Encyclopedia of European Social History
- Encyclopedia of World History⁠(en)[traduceți]
- Fat History: Bodies and Beauty in the Modern West. NYU Press. 1 septembrie 2002. ISBN 978-0-8147-3982-2.
- Gender in World History. Routledge. 18 aprilie 2006. pp. 3–. ISBN 978-1-134-15669-6.
- Global Outrage
- Globalization in World History. Routledge. 20 octombrie 2009. ISBN 978-1-135-25993-8.
- Growing Up: The History of Childhood in a Global Context. Baylor University Press. 1 ianuarie 2005. ISBN 978-1-932792-28-7.
- Guiding the American University: Challenges and Choices (2015)
- History of Shame (2017)
- Human Rights in World History. Routledge. 4 mai 2012. ISBN 978-1-136-31812-2.
- The Industrial Revolution in World History. Westview Press. 7 august 2012. ISBN 978-0-8133-4730-1.
- Knowing, Teaching, and Learning History: National and International Perspectives
- Lives of Labour: Work in a Maturing Industrial Society (1975)
- Peace in World History. Taylor & Francis. 3 aprilie 2014. ISBN 978-1-134-75721-3.
- Satisfaction Not Guaranteed: Dilemmas of Progress in Modern Society. NYU Press. 30 aprilie 2012. ISBN 978-0-8147-8855-4.
- Sexuality in World History. Routledge. 18 februarie 2009. pp. 3–. ISBN 978-1-135-96896-0.
- The Industrial Turn in World History (2016)
- The Revolutions of 1848 (1974)
- Tolerance in World History
- Western Civilization in World History. Routledge. 28 ianuarie 2008. pp. 1–. ISBN 978-1-134-37475-5.
- World Civilizations
- World History in Brief
- World History: Patterns of Change and Continuity